# Martin Nörl
Martin Nörl (Landshut, 12 de agosto de 1993) es un deportista alemán que compite en snowboard, especialista en la prueba de campo a través.
Ganó una medalla de plata en el Campeonato Mundial de Snowboard de 2023, en el campo a través. Participó en dos Juegos Olímpicos de Invierno, ocupando el octavo lugar en Pyeongchang 2018 (individual) y el quinto en Pekín 2022 (equipo mixto).

## Medallero internacional
| Campeonato Mundial | Campeonato Mundial  | Campeonato Mundial | Campeonato Mundial |
| Año                | Lugar               | Medalla            | Prueba             |
| ------------------ | ------------------- | ------------------ | ------------------ |
| 2023               | Bakuriani (Georgia) | Medalla de plata   | Campo a través     |